# ITT Inc.
ITT Inc. ist ein US-amerikanischer Mischkonzern mit Sitz in Stamford, Connecticut, New York.

Logo bis 2008

## Geschichte

### Anfangsjahre
Als International Telephone and Telegraph Corporation wurde das Unternehmen von Sosthenes Behn 1920 auf Puerto Rico gegründet. Mit dem Telefonmarkt in Berührung kamen die Brüder Sosthenes und Hernand Behn, als sie im Rahmen ihrer Tätigkeit als Zuckermakler statt unrentabler Außenstände die Puerto Rico Telephone Company erhielten.
Im Jahr 1923 wurden spanische Telefonunternehmen erworben, aus denen die heutige Telefónica entstand. In den 1920er Jahren wurden weitere europäische Telefonunternehmen erworben, darunter die belgische Bell Telephone Manufacturing Company, die bis dahin AT&T gehörte.
In Deutschland übernahm ITT im Jahr 1930 die ebenfalls international tätigen Funk- und Fernmeldetechnik-Unternehmen Mix & Genest und C. Lorenz AG. Mit der Übernahme der G. Schaub Apparatebau stieg die C. Lorenz AG im Jahr 1940 in die Herstellung von Rundfunkempfängern ein. Später wurden zunächst die Geräte unter der Marke Schaub-Lorenz vermarktet und dann im Jahr 1958 die Unternehmen zur Standard Elektrik Lorenz (SEL) zusammengelegt.
Im „Dritten Reich“ war ITT eng mit dem Hitler-Regime verbunden. Am 3. August 1933 empfing Hitler neben anderen amerikanischen Geschäftsleuten den ITT-Gründer und -CEO Sosthenes Behn. Nach Antony C. Suttons Buch Wall Street and the Rise of Hitler haben deutsche ITT-Tochterunternehmen Heinrich Himmler finanziell gefördert. Über die C. Lorenz AG besaß ITT 25 % Anteile an Focke-Wulf, deren Mehrheitseigentümer die Kaffee-Handels-Aktien-Gesellschaft (Kaffee Hag) des Unternehmers Ludwig Roselius war, ein Förderndes Mitglied der SS. Nach Roselius’ Tod 1943 wurde ITT mit 29 % größter Anteilseigner von Focke-Wulf. In den 60er Jahren sprach die US-amerikanische Regierung dem Konzern einen zweistelligen Millionenbetrag an Entschädigungen für in Deutschland entstandene Kriegsschäden zu.

### Zeit der Übernahmen (1959–1978)

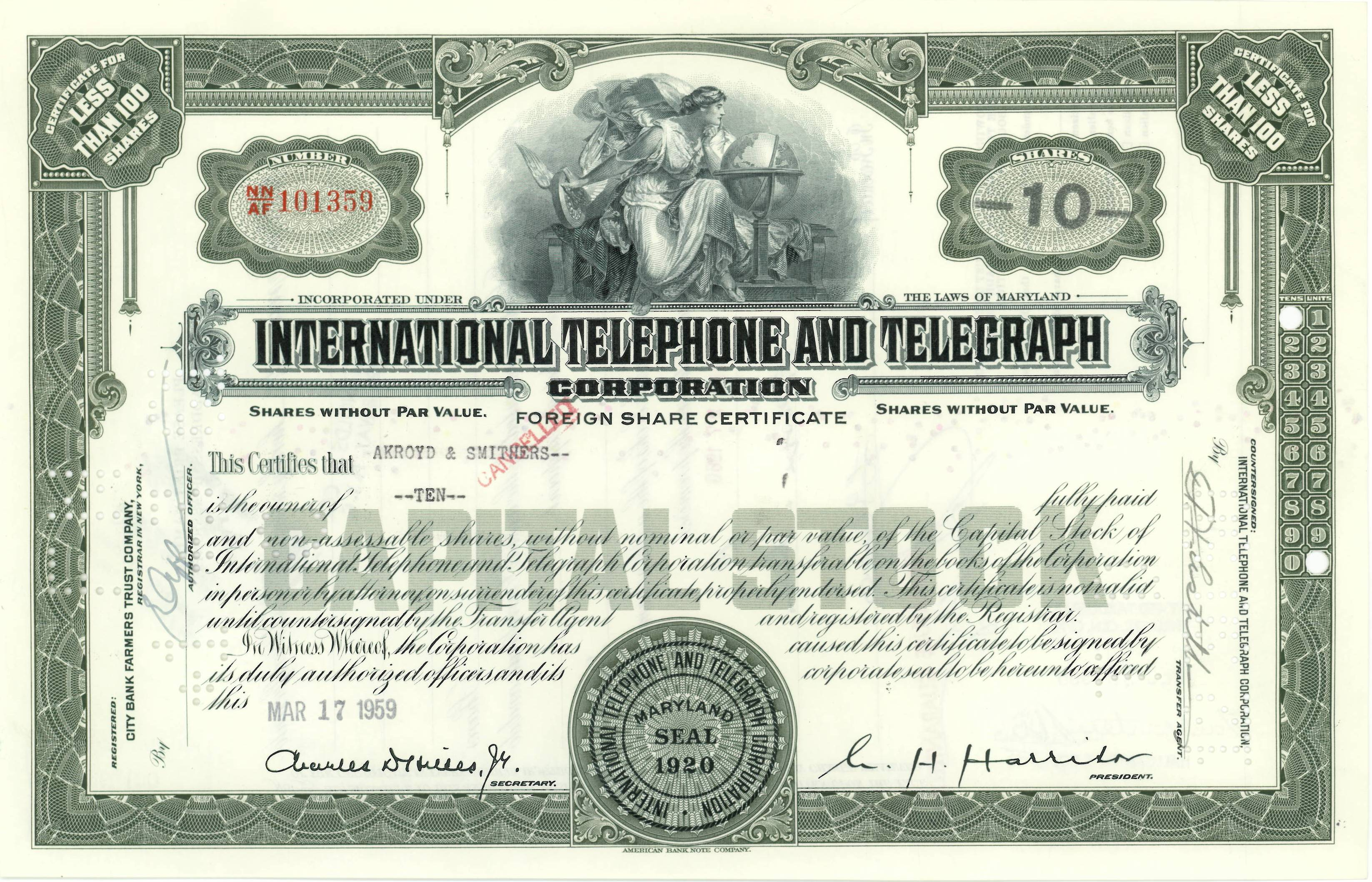
ITT-Aktie von 1959

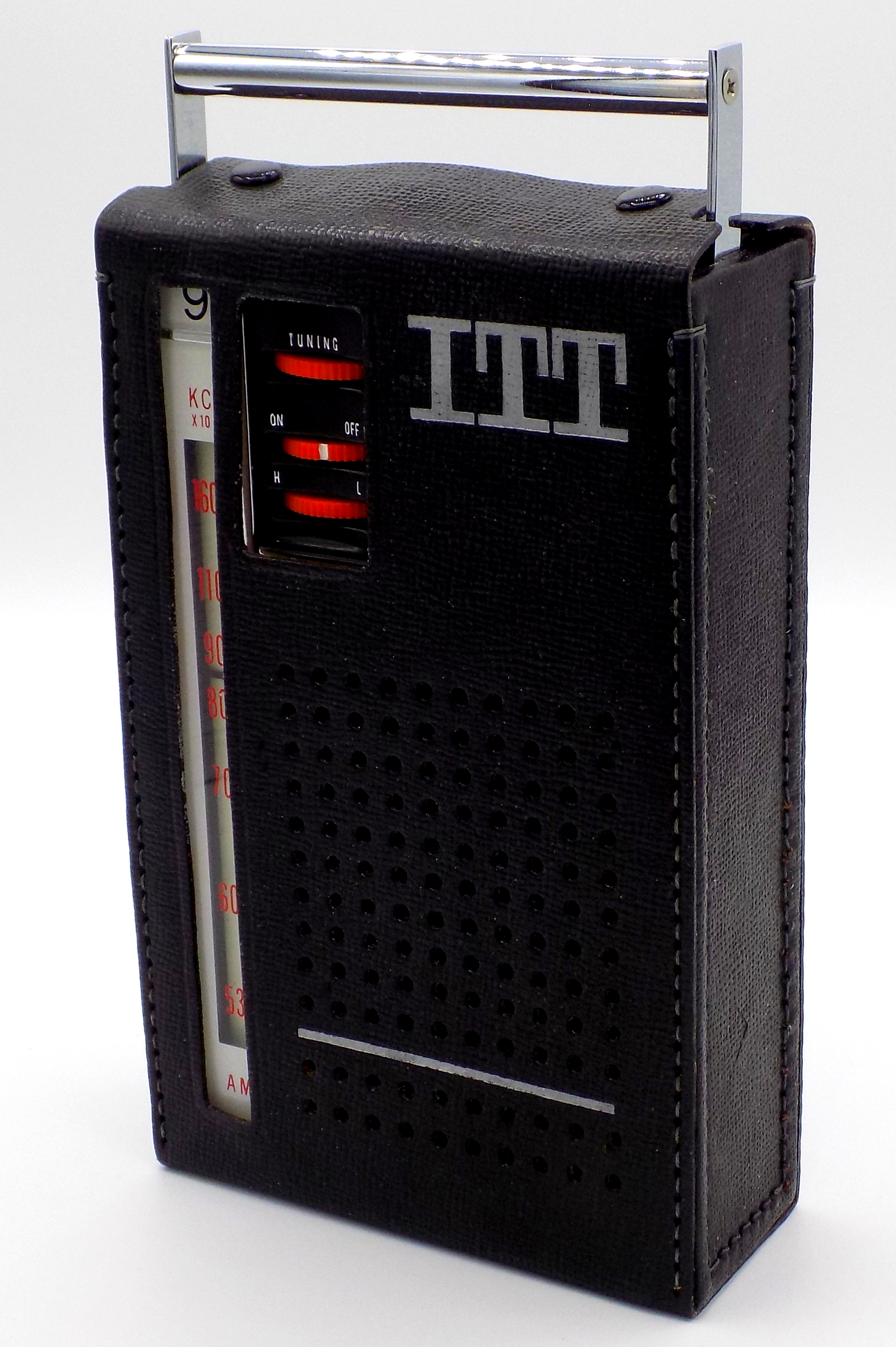
ITT Transistor Radio Model 6409A (aus dem Jahr 1965)

Ab 1959 expandierte ITT unter der Führung von Harold Geneen in weitere Branchen wie Versicherungen (u. a. Hartford, Abbey Life), Autovermietungen (Avis Rent A Car), Hotels (Sheraton), Fahrzeugtechnik (KONI), Satellitenkommunikation und Flüssigkeitstechnik. Dadurch entwickelte sich ITT zu einem typischen Mischkonzern.
In der Unterhaltungselektronik übernahm SEL im Jahr 1961 die Graetz KG und bildete die Unternehmensgruppe Audio-Video der SEL.
Der deutsche Elektronenröhren- und Halbleiterhersteller Intermetall mit Sitz in Freiburg i. Br. wurde 1965 übernommen.
Laut eigenen Angaben  übernahm ITT den Verbindungstechnik-Hersteller Cannon Electric im Jahr 1967, nach zeitgenössischen Dokumenten fand dies aber bereits 1963 statt.
1964 erwarb man den Rivalen Gilfillan Corporation.
In Deutschland wurde 1967 die Alfred Teves GmbH übernommen.
1968 erwarb ITT das Bauunternehmen Levitt & Sons.
In Chile war ITT frühzeitig im Kupferminensektor tätig. Mit der drohenden Wahl des Sozialisten Salvador Allende, der eine Nationalisierung der Schlüsselindustrien plante, waren ITT-Manager in die verdeckten Operationen der CIA in Chile involviert. Die CIA beriet ITT beispielsweise beim heimlichen Transfer von hohen Geldsummen an die Wahlkampagne des konservativen chilenischen Präsidentschaftskandidaten Jorge Alessandri. Später legten Manager von ITT sogar ein 18-Punkte-Programm zum Sturz Allendes vor (siehe auch US-Intervention in Chile).

### Konsolidierung (1978–1995)

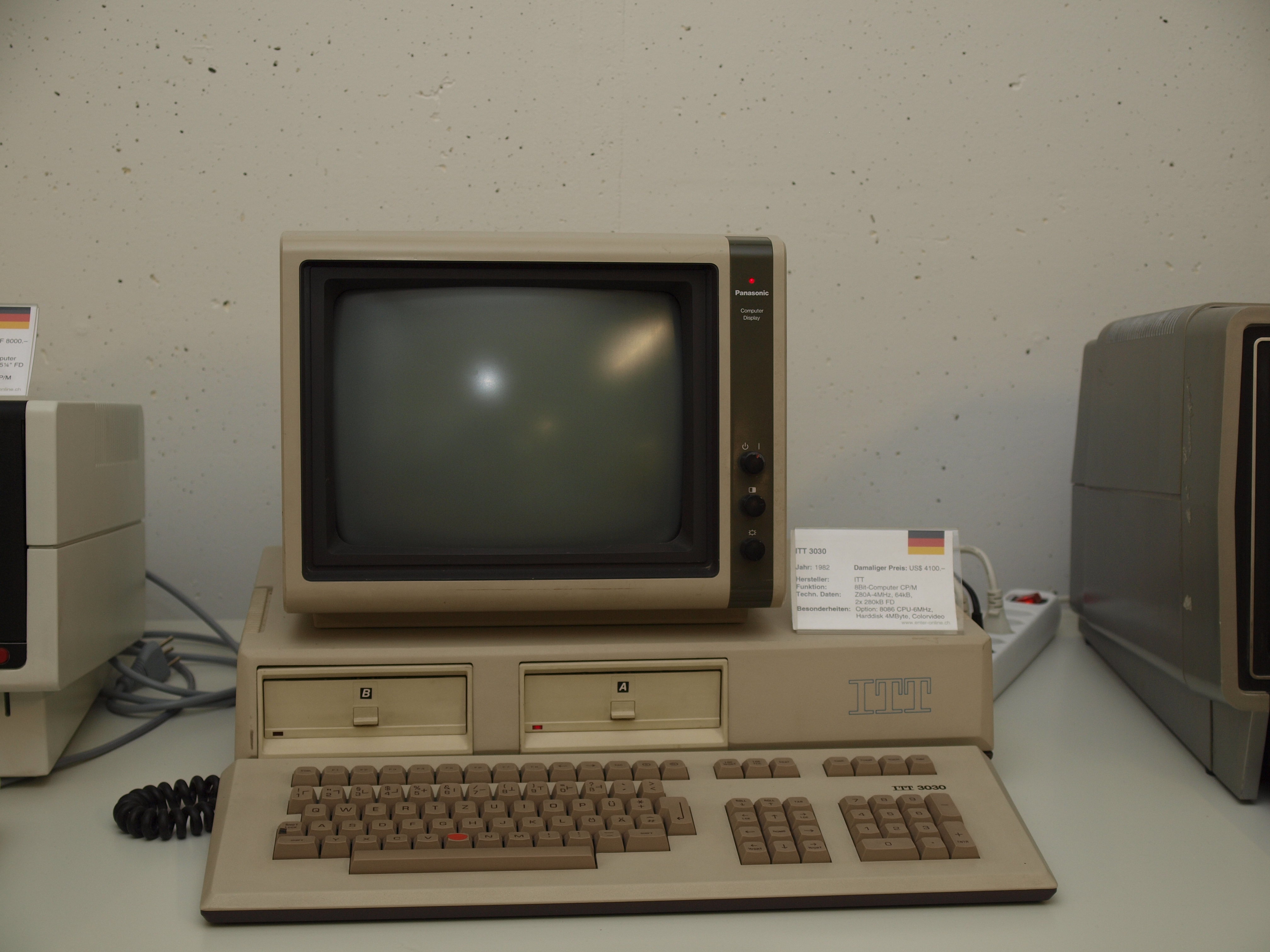
Personal Computer ITT 3030 im Enter Museum für Computer und Unterhaltungselektronik (aus dem Jahr 1982)

1979 begann der Konzern damit, sich von einigen seiner weit verstreuten Tätigkeitsfelder zu trennen.
Geschäftsführer der ITT Gesellschaft für Beteiligung mbH war Günter Danert (* 1913 in Aachen), der unter anderem auch als Vorstandsmitglied von Standard Elektrik Lorenz AG./SEL wirkte.
Die Telekommunikationssparte mit der deutschen SEL wurde 1986 zunächst in ein Gemeinschaftsunternehmen mit der französischen Compagnie Générale d’Électricité (CGE) eingebracht. Dieses wurde im Jahr 1988 komplett von CGE übernommen und firmierte zunächst unter dem Namen Alcatel, nach einer Fusion mit Lucent unter Alcatel-Lucent. 2016 wurde Alcatel-Lucent im Konkurrenzunternehmen Nokia integriert.
1988 übernahm man den Geschäftsbereich für Pumpen von Allis-Chalmers.

### Erste Aufteilung (1995)
1995 wurde die International Telephone and Telegraph Corporation in drei Unternehmen aufgeteilt:
- ITT Destinations, die im Gastgewerbe tätige Gruppe, die später in Starwood Hotels & Resorts Worldwide aufging und 1999 den Namen ITT zugunsten von Starwood aufgab,[4]
- ITT Hartford Group, heute als The Hartford Financial Services Group eine der größten Investment- und Versicherungsgesellschaften der USA,
- ITT Industries, unter deren Namen die Industrieunternehmen weitergeführt wurden und die 2006 den Namen wieder in ITT Corporation änderte.

Das Freiburger Intermetall Halbleiterwerk der ITT wurde 1997 an die Schweizer Micronas (heute TDK-Micronas) verkauft.
1997 erwarb man Goulds Pumps für 815 Mio. $.
2007 übernahm ITT mit der EDO Corporation einen Hersteller im Bereich Rüstungs- und Luftfahrttechnik.

### Zweite Aufteilung (2011)
Ende Oktober 2011 spaltete ITT sich in drei börsennotierte Unternehmen auf, deren Anteile den ITT-Aktionären überschrieben wurden:
- Das Wasser und Abwasser-Segment unter dem Namen Xylem
- Das Militärgeschäft unter dem Namen Exelis. Dieses wurde im Jahr 2015 von Harris übernommen[23]
- Das industrielle Kerngeschäft wird unter dem Namen ITT Corporation weitergeführt

2012 übernahm die ITT Corporation den ältesten deutschen Pumpenhersteller Johann Heinrich Bornemann aus Obernkirchen. Seitdem firmiert dieses Unternehmen als ITT Bornemann GmbH.
Im Jahr 2019 wurde mit Rheinhütte Pumpen ein weiterer deutscher Pumpenhersteller akquiriert, der nun als ITT Rheinhütte Pumpen GmbH firmiert.

## Geschäftsbereiche
Heute teilt sich ITT in die folgenden Geschäftsbereiche auf:
- Interconnect Solutions
- Industrial Process
- Control Technologies
- Motion Technologies

## Marken
Von ITT verwendete Marken sind u. a. Cannon, Goulds Pumps, Bornemann, Rheinhütte Pumpen, Enidine und Torque Systems.
Die Unterhaltungselektronik-Marke „ITT“ wird nicht von der ITT Corporation selbst, sondern von der Karcher AG in Birkenfeld verwendet. Karcher gehört nicht zur ITT Corporation, aber ihr wurden im Jahr 2006 die Lizenzrechte zur Verwendung der Marke für ihre Produkte eingeräumt. In Deutschland geht die Marke auf die Radio- und Fernsehproduktion der ehemaligen Tochtergesellschaft Standard Elektrik Lorenz zurück, die ihre Marke „Schaub Lorenz“ nach der Einrichtung einer eigenständigen Firmengruppe „Audio-Video-Elektronik“ mit Hauptstandort Pforzheim im Jahr 1979 auf „ITT Schaub-Lorenz“ geändert hatte. Mit dem Verkauf der Audio-Video-Gruppe an Nokia wechselte Anfang 1988 auch das Recht an der Marke und sie war noch einige Jahre als „ITT Nokia“ in Verwendung, bevor sich das finnische Unternehmen aus der Produktion von Unterhaltungselektronik in Deutschland zurückzog.